# Ansar (Verlag)
Ansar (russisch Ансар, wiss. Transliteration Ansar, von ansār /  arabisch أنصار, DMG anṣār ‚die Helfer, Unterstützer‘) ist ein russischer Verlag, der 2003 von M. K. Saifutdinow gegründet wurde. Er ist einer der größten islamischen Verlage in Russland. Der Zweck des Verlags ist die Verbreitung von authentischem Wissen über den Islam durch die Veröffentlichung der Werke bedeutender muslimischer Gelehrter sowie die Popularisierung des Islams. In dem Verlag erschien unter anderem das Enzyklopädische Wörterbuch des Islam (russisch Исламский энциклопедический словарь / Islamski enziklopeditscheski slowar), ein russischsprachiges Nachschlagewerk zum Islam.

## Allgemeines
Der Verlag ist auf islamische Publikationen spezialisiert (Sufismus, traditionelle islamische Theologie, zeitgenössische Themen usw.). Ansar wurde gegründet, um die Einwohner Russlands und der Nachbarländer mit der muslimischen Kultur, den Werken herausragender muslimischer Theologen der Vergangenheit und Gegenwart usw. vertraut zu machen. Es werden auch Kinderbücher und Belletristik veröffentlicht. Der Verlag veranstaltete die erste theologische muslimisch-christliche Debatte. Darauf aufbauend wurde ein Film gedreht.

## Programm
Eines der Hauptprojekte des Verlages ist die Buchreihe Solotoi fond islamskoi mysli (russisch Золотой фонд исламской мысли, wiss. Transliteration Zolotoj fond islamskoj mysli / Goldener Fonds des islamischen Denkens). Im Rahmen dieser Reihe ist geplant, die Werke prominenter islamischer Gelehrter zu veröffentlichen, darunter der Imame Abū Hanīfa, asch-Schāfiʿī, Ibn ʿĀbidīn, Rabbani, al-Aschʿarī, al-Māturīdī und anderer. Einige Werke haben bereits das Licht der Welt erblickt – verschiedene Werke von Imam al-Ghazālī etwa wurden veröffentlicht, oder auch das klassische muslimische Traumbuch Der große Tafsir der Träume von Ibn Sīrīn.
An der Umsetzung dieses Projekts sind die Russische Universität der Völkerfreundschaft (RUDN, in Moskau), die Baschkirische Staatliche Universität (BGU, in Ufa) und die St. Petersburger Zweigstelle des Instituts für Orientalistik der Russischen Akademie der Wissenschaften beteiligt.
Ansar veröffentlicht auch die Reihen Die Wahrheit des Islam / Истина Ислама (darin: ʿAbd al-Qadir ʿIsa Die Wahrheit des Sufismus, Said Ramadan al-Buti Der Weg ist markiert. Die Ablehnung von Madhhabs ist die gefährlichste Neuerung, die die islamische Scharia bedroht usw.) und Islam und Moderne / Ислам и современность (darin: eine Sammlung von Artikeln und Fatwas Liebe und Sex im Islam, Galina Babitsch Polygamie. Tipps und Kommentare, Abul Hasan Ali Nadwi Was die Welt durch die Abkehr der Muslime vom Islam verloren hat usw.).
Ansar war der erste Verlag, der das Barnabasevangelium auf Russisch veröffentlichte. Neben Drucksachen produziert Ansar auch Audio-Video-Produkte, darunter mehrere Alben der berühmten malaiischen Naschid-Gruppe Raihan, und hat Majid Majidis Film Die Farben des Paradieses synchronisiert und auf Russisch veröffentlicht.